# Elecciones al consejo insular de Ibiza de 2007
Las elecciones al Consejo Insular de Ibiza de 2007 se celebraron el 27 de mayo de 2007. En ellas, todos los ciudadanos de Ibiza mayores de 18 años según el censo electoral de 1 de marzo de 2007 fueron llamados a las urnas para elegir los 13 consejeros del primer Consejo Insular de Ibiza. Hasta entonces, había existido un consejo insular conjunto para las islas de Ibiza y Formentera, en el cual los diputados del pleno eran elegidos de la misma candidatura presentada por cada partido a la circunscripción de Ibiza y Formentera para las elecciones al Parlamento de las Islas Baleares. Es decir, había una única lista de cada formación política para las dos instituciones, si bien existía un mecanismo de renuncias que permitía a los electos pertenecer solo a una o a la otra. A partir de las elecciones de 2007, tras la aprobación del nuevo estatuto de autonomía, se constituyeron consejos insulares separados, elegidos mediante listas distintas de las del Parlamento.
Estas elecciones se celebraron junto con las elecciones autonómicas baleares, el resto de elecciones a consejos insulares y las elecciones municipales.

## Resultados
Los resultados fueron muy ajustados y a falta de contabilizar los votos del CERA (Censo de Residentes Ausentes) la coalición PSOE-ExC es imponía por solo 53 votos al PP. El recuento del CERA hizo que la diferencia entre el PSOE-ExC y PP se redujera a  37 votos, sin alterar la distribución de escaños. Así, el PSOE-ExC consiguió siete consejeros, mientras que el PP conseguía seis. El resto de partidos no obtuvo votos suficientes para obtener representación
Xico Tarrés, candidato del PSOE-ExC, consiguió de esta forma remontar los malos resultados obtenidos por el Pacte Progressista en las anteriores elecciones (en las que solo obtuvo cinco representantes). Por otra parte, Pere Palau, el candidato del PP, consiguió 1.345 votos menos que en 2003 y 3,22 puntos porcentuales menos (50,4% en 2003 por 46,68% en 2007), perdiendo un representante, mientras que su contrincante del PSOE-ExC obtuvo 3.810 votos más, pasando de un porcentaje de 37,8% de los votos a un 46,8%. 
| ← Elecciones al Consejo Insular de Ibiza de 2007 → |                                     |                                |        |       |                          |     |
| Presidente y consejo ejecutivo | Partido                             | Candidato                      | Votos  | %     | Escaños                  | +/- |
| - Presidente: Xico Tarrés (PSOE) - Consejo ejecutivo: PSIB-PSOE - Ibiza por el Cambio (ExC) - Censo: 76.961 - Votantes: 41.925 (54,47%) - Abstención: 35.044 (45,53%) - Válidos: 41.609 - A candidatura: 40.611 | PSOE - Eivissa pel Canvi (PSOE-ExC) | Xico Tarrés                    | 19.466 | 46,78 | 7 (5 del PSOE, 2 de ExC) | +2a |
| - Presidente: Xico Tarrés (PSOE) - Consejo ejecutivo: PSIB-PSOE - Ibiza por el Cambio (ExC) - Censo: 76.961 - Votantes: 41.925 (54,47%) - Abstención: 35.044 (45,53%) - Válidos: 41.609 - A candidatura: 40.611 | Partido Popular (PP)                | Pere Palau                     | 19.428 | 46,69 | 6                        | -1a |
| - Presidente: Xico Tarrés (PSOE) - Consejo ejecutivo: PSIB-PSOE - Ibiza por el Cambio (ExC) - Censo: 76.961 - Votantes: 41.925 (54,47%) - Abstención: 35.044 (45,53%) - Válidos: 41.609 - A candidatura: 40.611 | Grupo Verde Europeo (BVE)           | Pep Ribas                      | 801    | 1,93  | 0                        | =   |
| - Presidente: Xico Tarrés (PSOE) - Consejo ejecutivo: PSIB-PSOE - Ibiza por el Cambio (ExC) - Censo: 76.961 - Votantes: 41.925 (54,47%) - Abstención: 35.044 (45,53%) - Válidos: 41.609 - A candidatura: 40.611 | Democràcia Pitiüsa (DP)             | María José Torres Cardona      | 470    | 1,13  | 0                        | =   |
| - Presidente: Xico Tarrés (PSOE) - Consejo ejecutivo: PSIB-PSOE - Ibiza por el Cambio (ExC) - Censo: 76.961 - Votantes: 41.925 (54,47%) - Abstención: 35.044 (45,53%) - Válidos: 41.609 - A candidatura: 40.611 | Unión Cívica (UC)                   | Juan Francisco Bermejo Garrido | 296    | 0,71  | 0                        | =   |
| - Presidente: Xico Tarrés (PSOE) - Consejo ejecutivo: PSIB-PSOE - Ibiza por el Cambio (ExC) - Censo: 76.961 - Votantes: 41.925 (54,47%) - Abstención: 35.044 (45,53%) - Válidos: 41.609 - A candidatura: 40.611 | Democracia Nacional (DN)            | María José Torres Cardona      | 150    | 0,36  | 0                        | =   |
| - Presidente: Xico Tarrés (PSOE) - Consejo ejecutivo: PSIB-PSOE - Ibiza por el Cambio (ExC) - Censo: 76.961 - Votantes: 41.925 (54,47%) - Abstención: 35.044 (45,53%) - Válidos: 41.609 - A candidatura: 40.611 | En blanco                           | N/A                            | 805    | 2,19  | N/A                      | N/A |

aRespecto al Pacto Progresista de Ibiza

bRespecto a los resultados del Partido Popular en Ibiza